# Pomeni imen asteroidov: 2501–3000
Pregled pomenov imen asteroidov (malih planetov) od številke 2501 do 3000, ki jim je Središče za male planete dodelilo številko in so pozneje dobili tudi uradno ime  v skladu z dogovorjenim načinom imenovanja. Pregled je preverjen z Schmadelovim Slovarjem imen malih planetov (Dictionary of Minor Planet Names). Izvor nekaterih imen je pojasnjen tudi v Okrožnicah centra za male planete (Minor Planet Circulars ali MPC). Kadar je pojasnilo najdeno tudi v reviji Sky and Telescope (S&T), je to navedeno. 
Pregled pojasnjuje izvor oziroma pomen imen asteroidov, ki ga je priznala Mednarodna astronomska zveza (IAU). Nekateri asteroidi imajo imajo dodatno pojasnilo o izvoru imena, ki pa vedno ni popolnoma zanesljivo (oznaka "†"). 
| Ime                  | Začasna oznaka | Izvor imena |
| 2501–2600            | 2501–2600      | 2501–2600 |
| -------------------- | -------------- | --- |
| 2501 Lohja           | 1942 GD        | mesto in občina Lohja, Finska |
| 2502 Nummela         | 1943 EO        | kraj Nummela, Finska |
| 2503 Liaoning        | 1965 UB1       | provinca Liaoning, Ljudska republika Kitajska |
| 2504 Gaviola         | 1967 JO        | Enrique Gaviola (Ramón Enrique Gaviola), argentinski astrofizik |
| 2505 Hebei           | 1975 UJ        | Hebei, Ljudska republika Kitajska |
| 2506 Pirogov         | 1976 QG1       | Nikolaj Ivanovič Pirogov, ruski kirurg |
| 2507 Bobone          | 1976 WB1       | Jorge Bobone, argentinski astronom |
| 2508 Alupka          | 1977 ET1       | letovišče Alupka, Krim, Ukrajina |
| 2509 Chukotka        | 1977 NG        | Čukotsko avtonomno okrožje, Rusija † Arhivirano 2008-03-09 na Wayback Machine. |
| 2510 Shandong        | 1979 TH        | provinca Šandong, Ljudska republika Kitajska |
| 2511 Patterson       | 1980 LM        | Clair C. Patterson, ameriški geokemik [S&T, dec 1982, str. 542] |
| 2512 Tavastia        | 1940 GG        | provinca Tavastia, Finska |
| 2513 Baetslé         | 1950 SH        | Paul-Louis Baetslé, astronom † Arhivirano 2005-03-08 na Wayback Machine. |
| 2514 Taiyuan         | 1964 TA1       | mesto Taijuan v provinci Šaanci, Ljudska republika Kitajska |
| 2515 Gansu           | 1964 TX1       | provinca Gansu, Ljudska republika Kitajska |
| 2516 Roman           | 1964 VY        | Nancy Grace Roman, ameriška astronomka |
| 2517 Orma            | 1968 SB        | italijanska beseda za sled; anagram imena asteroida 1257 Móra |
| 2518 Rutllant        | 1974 FG        | Federico Rutllant Alcina v Španiji rojeni direktor nacionalnega observatorija v Čilu                                                                                                   |
| 2519 Anna German     | 1975 VD2       | Anna German, poljska pevka |
| 2520 Novorossijsk    | 1976 QF1       | Novorosijsk, Rusija |
| 2521 Heidi           | 1979 DK        | Heidi, knjiga, ki jo je napisala Johanna Spyri |
| 2522 Triglav         | 1980 PP        | Triglav, slovanski bog † |
| 2523 Ryba            | 1980 PV        | Jakub Jan Ryba, češki skladatelj † |
| 2524 Budovicium      | 1981 QB1       | latinski izraz za Češke Budejovice, Češka † |
| 2525 O'Steen         | 1981 VG        | Mary Elizabeth O'Steen Skiff, mati odkritelja |
| 2526 Alisary         | 1979 KX        | Alice Benedicta West in Harry Richard West, starši odkritelja |
| 2527 Gregory         | 1981 RE        | Bruce Gregory Thomas, najmlajši sin odkritelja ali ima ime po Jamesu Gregoryju, škotskem astronomu in matematiku                                                                       |
| 2528 Mohler          | 1953 TF1       | Orren Cuthbert Mohler, ameriški astronom |
| 2529 Rockwell Kent   | 1977 QL2       | Rockwell Kent, umetnik |
| 2530 Šipka           | 1978 NC3       | Šipka, kraj bitke v rusko-turški vojni |
| 2531 Cambridge       | 1980 LD        | Cambridge, Anglija in Cambridge, Massachusetts |
| 2532 Sutton          | 1980 TU5       | Robert L. Sutton, ameriški geolog [S&T, dec 1982, str. 542] |
| 2533 Fechtig         | A905 VA        | Hugo Fechtig, nemški astrofizik |
| 2534 Houzeau         | 1931 VD        | Jean-Charles Houzeau, belgijski astronom [MPC 8800] |
| 2535 Hämeenlinna     | 1939 DH        | mesto in občina Hämeenlinna, Finska |
| 2536 Kozyrev         | 1939 PJ        | Nikolaj Aleksandrovič Kozirev, ruski |
| 2537 Gilmore         | 1951 RL        | Alan C. in Pamela M. Gilmore, astronoma |
| 2538 Vanderlinden    | 1954 UD        | Henri Vanderlinden, belgijski astronom |
| 2539 Ningxia         | 1964 TS2       | avtonomna pokrajina Ningxia, Ljudska republika Kitajska |
| 2540 Blok            | 1971 TH2       | Aleksander Aleksandrovič Blok, ruski pesnik |
| 2541 Edebono         | 1973 DE        | Edward de Bono, maltežanski zdravik, pisatelj in izumitelj, začetnik lateralnega razmišljanja                                                                                          |
| 2542 Calpurnia       | 1980 CF        | Calpurnija, plemkinja iz antičnega Rima |
| 2543 Machado         | 1980 LJ        | Luiz Eduardo da Silva Machado, argentinski astronom* |
| 2544 Gubarev         | 1980 PS        | Aleksej Gubarev, ruski kozmonavt † |
| 2545 Verbiest        | 1933 BB        | Ferdinand Verbiest, belgijski misionar in astronom [MPC 8800] |
| 2546 Libitina        | 1950 FC        | Libitina, boginja pogrebov iz rimske mitologije |
| 2547 Hubei           | 1964 TC2       | provinca Hubei, Ljudska republika Kitajska |
| 2548 Leloir          | 1975 DA        | Luis Federico Leloir, argentinski kemik |
| 2549 Baker           | 1976 UB        | James G. Baker, ameriški astronom [MPC 8800] |
| 2550 Houssay         | 1976 UP20      | Bernardo Alberto Houssay, argentinski fiziolog, dobitnik Nobelove nagrade za medicino in fiziologijo v letu 1947                                                                       |
| 2551 Decabrina       | 1976 YX1       | Decembrists, ruski revolutionaries |
| 2552 Remek           | 1978 SP        | Vladimír Remek, češki kozmonavt † |
| 2553 Viljev          | 1979 FS2       | Mikhail Anatolyevich Vilyev, ruski astronom |
| 2554 Skiff           | 1980 OB        | Brian A. Skiff, raziskovalni asistent na Observatoriju Lowell |
| 2555 Thomas          | 1980 OC        | Norman G. Thomas, nekdanji raziskovalni asistent na Observatoriju Lowell |
| 2556 Louise          | 1981 CS        | Carol Louise Thomas-Baltutis, najmlajša hčerka odkritelja |
| 2557 Putnam          | 1981 SL1       | Roger Lowell Putnam in Michael C. J. Putnam, podpornika astronomije |
| 2558 Viv             | 1981 SP1       | Vivian Russell Thomas, oče odkritelja |
| 2559 Svoboda         | 1981 UH        | Jindřich Svoboda, češki astronom † |
| 2560 Siegma          | 1932 CW        | Siegfried Marx, nemški astronom |
| 2561 Margolin        | 1969 TK2       | Mikhail Vladimirovich Margolin, slepi izumitelj |
| 2562 Chaliapin       | 1973 FF1       | Fedor Ivanovič Šaljapin (rusko: Фёдор Ива́нович Шаля́пин), ruski pevec in igralec |
| 2563 Boyarchuk       | 1977 FZ        | Aleksander Aleksejevič Bojarčuk, ruski astronom |
| 2564 Kayala          | 1977 QX        | reka Kajala iz Pesem o Igorjevem pohodu (rusko: Слово о полку Игоре najstarejši ruski ep iz 12. stoletja)                                                                              |
| 2565 Grögler         | 1977 TB1       | Norbert Grögler, mineralog in planetolog |
| 2566 Kirghizia       | 1979 FR2       | država Kirgizistan v Srednji Aziji |
| 2567 Elba            | 1979 KA        | Elba Aguilera de Pizarro, mati odkritelja |
| 2568 Maksutov        | 1980 GH        | Dmitri Dmitrijevič Maksutov, ruski optik in izumitelj Maksutovega teleskopa † |
| 2569 Madeline        | 1980 MA        | junakinja iz pesmi "The Eve of St. Agnes" Johna Keatsa |
| 2570 Porphyro        | 1980 PG        | junakinja iz pesmi "The Eve of St. Agnes" Johna Keatsa |
| 2571 Geisei          | 1981 UC        | vas Geisei, Japonska |
| 2572 Annschnell      | 1950 DL        | Anneliese Schnell, avstrijska astronomka |
| 2573 Hannu Olavi     | 1953 EN        | sin odkritelja |
| 2574 Ladoga          | 1968 UP        | Lake Ladoga [MPC 8912] |
| 2575 Bulgaria        | 1970 PL        | država Bolgarija [MPC 8912] |
| 2576 Yesenin         | 1974 QL        | Sergej Aleksandrovič Jesenin ruski pesnik |
| 2577 Litva           | 1975 EE3       | Litovska sovjetska socialistična republika, danes država Litva |
| 2578 Saint-Exupéry   | 1975 VW3       | Antoine de Saint-Exupéry, pisatelj |
| 2579 Spartacus       | 1977 PA2       | Spartacus, rimski revolucionar |
| 2580 Smilevskia      | 1977 QP4       | Moisei Vasiljevič Smilevskij, ukrajinski časnikar |
| 2581 Radegast        | 1980 VX        | Radegast, slovanski bog † |
| 2582 Harimaya-Bashi  | 1981 SA        | most Harimaja v mestu Kochi, Japonska |
| 2583 Fatyanov        | 1975 XA3       | Aleksej Ivanovič Fatjanov, sovjetski pesnik |
| 2584 Turkmenia       | 1979 FG2       | država Turkmenistan |
| 2585 Irpedina        | 1979 OJ15      | Pedagoški inštitut v Irkutsku |
| 2586 Matson          | 1980 LO        | Dennis L. Matson, ameriški planetarni strokovnjak [S&T, Dec 1982, p. 542] |
| 2587 Gardner         | 1980 OH        | Martin Gardner, ameriški matematik in pisatelj |
| 2588 Flavia          | 1981 VQ        | Flavij, Roman gens; tudi asteroid v zgodbi A Torrent of Faces, ki sta jo napisala James Blish in Norman L. Knight                                                                      |
| 2589 Daniel          | 1979 QU2       | Daniel Lagerkvist, sin odkritelja † Arhivirano 2007-06-24 na Wayback Machine. |
| 2590 Mourão          | 1980 KJ        | Ronaldo Rogério de Freitas Mourão, brazilski astronom |
| 2591 Dworetsky       | 1949 PS        | Michael M. Dworetsky, britanski astronom |
| 2592 Hunan           | 1966 BW        | provinca Hunan, Ljudska republika Kitajska |
| 2593 Buryatia        | 1976 GB8       | Burjatija, Rusija |
| 2594 Acamas          | 1978 TB        | Acamas, bojevnik v grški mitologiji |
| 2595 Gudiachvili     | 1979 KL        | Lado Gudiačvili, gruzijski slikar |
| 2596 Vainu Bappu     | 1979 KN        | Manali Kallat Vainu Bappu, indijski astrofizik |
| 2597 Arthur          | 1980 PN        | kralj Artur, mitološki britanski kralj |
| 2598 Merlin          | 1980 RY        | Merlin, čarovnik iz legend o kralju Arturju |
| 2599 Veselí          | 1980 SO        | dve mesti in vas z imenom Veselí, Češka † |
| 2600 Lumme           | 1980 VP        | Kari Lumme, finski astronom [S&T, dec 1982, str. 542] |
| 2601–2700            |                | |
| 2601 Bologna         | 1980 XA        | mesto Bologna, Italija |
| 2602 Moore           | 1982 BR        | Patrick Moore, britanski amaterski astronom † |
| 2603 Taylor          | 1982 BW1       | Gordon E. Taylor, britanski amaterski astronom † |
| 2604 Marshak         | 1972 LD1       | Samuil Jakovlevič Maršak, ruski pesnik in pisatelj |
| 2605 Sahade          | 1974 QA        | Jorge Sahade, argentinski astronom |
| 2606 Odessa          | 1976 GX2       | Odesa, Ukrajina |
| 2607 Yakutia         | 1977 NR        | avtonomna republika Jakutija, Rusija |
| 2608 Seneca          | 1978 DA        | Seneka, Roman writer |
| 2609 Kiril-Metodi    | 1978 PB4       | Saint Cyril and Saint Methodius, inventors of the Cyrillic alphabet |
| 2610 Tuva            | 1978 RO1       | Tuva Republic, Rusija |
| 2611 Boyce           | 1978 VQ5       | Joseph M. Boyce, ameriški planetarni znanstevnik [S&T, Dec 1982, p. 542] |
| 2612 Kathryn         | 1979 DE        | Kathryn Gail Thomas-Hazelton, hčerka odkritelja |
| 2613 Plzeň           | 1979 QE        | Plzeň (Pilsen), Češka, rojstni karj odkritelja † |
| 2614 Torrence        | 1980 LP        | Torrence V. Johnson, ameriški planetarni znanstevnik [S&T, Dec 1982, p. 542] |
| 2615 Saito           | 1951 RJ        | Keiji Saito, japonski astrofizik |
| 2616 Lesya           | 1970 QV        | Larisa Petrovna Kosach(znana tudi kot Lesja Ukrajinka), ukrajinska pesnica [MPC 8912]                                                                                                  |
| 2617 Jiangxi         | 1975 WO1       | provinca Jiangxi, Ljudska republika Kitajska |
| 2618 Coonabarabran   | 1979 MX2       | Coonabarabran, Avstralija. Observatorij Siding Spring Šole za raziskovanja v astronomiji in astrofiziki pri Avstralski nacionalni univerzi, ki leži v bližini ( na oddaljenosti 40 km) |
| 2619 Skalnaté Pleso  | 1979 MZ3       | Skalnaté Pleso, observatorij v Slovaški |
| 2620 Santana         | 1980 TN        | Carlos Santana, ameriški glasbenik † |
| 2621 Goto            | 1981 CA        | Seizo Goto, poslovnež [S&T, dec 1982, str. 542] |
| 2622 Bolzano         | 1981 CM        | Bernard Bolzano, matematik † |
| 2623 Zech            | A919 SA        | Gert Zech, nemški astronom, član izdajateljev Astronomy and Astrophysics Abstracts ali Julius August Christoph Zech, nemški astronom                                                   |
| 2624 Samitchell      | 1962 RE        | Samuel Alfred Mitchell, ameriški astronom |
| 2625 Jack London     | 1976 JQ2       | Jack London, pisatelj |
| 2626 Belnika         | 1978 PP2       | Nikolaj Aleksejevič Beljajev, ruski astronom |
| 2627 Churyumov       | 1978 PP3       | Klim Ivanovič Šurjumov, ukrajinski astronom |
| 2628 Kopal           | 1979 MS8       | Zdenek Kopal, na Češkem rojen astronom |
| 2629 Rudra           | 1980 RB1       | Rudra, uničevalna podoba hindujskega boga Šive |
| 2630 Hermod          | 1980 TF3       | Hermóðr, junak iz nordijske mitologije |
| 2631 Zhejiang        | 1980 TY5       | provinca Če ciang, Ljudska republika Kitajska |
| 2632 Guizhou         | 1980 VJ1       | provinca Guičžou, Ljudska republika Kitajska |
| 2633 Bishop          | 1981 WR1       | George Bishop, britanski trgovec z vinom in podpornik astronomije |
| 2634 James Bradley   | 1982 DL        | James Bradley, angleški astronom |
| 2635 Huggins         | 1982 DS        | William Huggins, spektroskopist |
| 2636 Lassell         | 1982 DZ        | William Lassell, britanski amaterski astronom |
| 2637 Bobrovnikoff    | A919 SB        | Nicholas T. Bobrovnikoff, ameriški astronom |
| 2638 Gadolin         | 1939 SG        | Jacob Gadolin, finski astronom ali Johan Gadolin, kemik |
| 2639 Planman         | 1940 GN        | Anders Planman, švedski astronom |
| 2640 Hällström       | 1941 FN        | Gustav Gabriel Hällström, finski fizik |
| 2641 Lipschutz       | 1949 GJ        | Michael E. Lipschutz, ameriški geokemik |
| 2642 Vésale          | 1961 RA        | Andreas Vesalius, flamski anatom |
| 2643 Bernhard        | 1973 SD        | princ Bernhard Nizozemski, podpornik astronomije |
| 2644 Victor Jara     | 1973 SO2       | Victor Jara, ljudski pevec [MPC 8800] |
| 2645 Daphne Plane    | 1976 QD        | Daphne Plane, knjižničar in prijatelj odkritelja |
| 2646 Abetti          | 1977 EC1       | Antonio Abetti in Giorgio Abetti, italijanska astronoma |
| 2647 Sova            | 1980 SP        | Antonín Sova, češki pesnik † |
| 2648 Owa             | 1980 VJ        | v jeziku ameriških Indijancev Hopi izraz za skala |
| 2649 Oongaq          | 1980 WA        | v jeziku ameriških Indijancev Hopi izraz za od tukaj gor |
| 2650 Elinor          | 1931 EG        | Elinor Gates, asistent v Središču za male planete |
| 2651 Karen           | 1949 QD        | Karen S. Mayer, svakinja in Karen S. Franz, prijatelj F. N. Bowmana |
| 2652 Yabuuti         | 1953 GM        | Kiyosi Yabuuti, japonski astronom in zgodovinar |
| 2653 Principia       | 1964 VP        | delo Philosophiae Naturalis Principia Mathematica, ki ga je napisal Isaac Newton |
| 2654 Ristenpart      | 1968 OG        | Friedrich Wilhelm Ristenpart, nemški astronom |
| 2655 Guangxi         | 1974 XX        | področje Guangsi, Ljudska republika Kitajska |
| 2656 Evenkia         | 1979 HD5       | Evenkijsko avtonomno okrožje, Rusija |
| 2657 Bashkiria       | 1979 SB7       | Baškortostan, Rusija |
| 2658 Gingerich       | 1980 CK        | Owen Gingerich, ameriški astrofizik in zgodovinar astronomije |
| 2659 Millis          | 1981 JX        | Robert Lowell Millis, ameriški astronom |
| 2660 Wasserman       | 1982 FG        | Lawrence Harvey Wasserman, ameriški astronom |
| 2661 Bydžovský       | 1982 FC1       | Bohumil Bydžovský, češki matematik † |
| 2662 Kandinsky       | 4021 P-L       | Wassily Kandinsky, ruski slikar |
| 2663 Miltiades       | 6561 P-L       | Miltiad, poveljnik iz Aten |
| 2664 Everhart        | 1934 RR        | Edgar Everhart, ameriški astronom |
| 2665 Schrutka        | 1938 DW1       | Guntram Schrutka-Rechtenstamm, avstrijski astronom |
| 2666 Gramme          | 1951 TA        | Zénobe Gramme, belgijski inženir in izumitelj |
| 2667 Oikawa          | 1967 UO        | Okuro Oikawa, japonski astronom |
| 2668 Tataria         | 1976 QV        | republika Tatarstan, Rusija |
| 2669 Shostakovich    | 1976 YQ2       | Dmitrij Šostakovič, ruski skladatelj |
| 2670 Chuvashia       | 1977 PW1       | republika Čuvašija, Rusija |
| 2671 Abkhazia        | 1977 QR2       | Abhazija, Gruzija |
| 2672 Písek           | 1979 KC        | mesto Písek, Češka † |
| 2673 Lossignol       | 1980 KN        | Lossignol, družinsko ime prijateljev odkritelja |
| 2674 Pandarus        | 1982 BC3       | Pandar, bojevnik iz grške mitologije |
| 2675 Tolkien         | 1982 GB        | J. R. R. Tolkien, britanski pisatelj |
| 2676 Aarhus          | 1933 QV        | Aarhus, Danska, sedež Observatorija Ole Rømer univerze v Aarhusu |
| 2677 Joan            | 1935 FF        | Joan Jordan, tajnik na Centru za astrofiziko Harvard-Smithsonian |
| 2678 Aavasaksa       | 1938 DF1       | gora Aavasaksa na Finskem (Lapland), eden izmed krajev, ki jih je v letih 1736 do 1737 uporabil Maupertuis na ekspediciji, da bi določil dolžino ene stopinje na meridianu             |
| 2679 Kittisvaara     | 1939 TG        | gora Kittisvaara na Finskem (Lapland), eden izmed krajev, ki jih je v letih 1736 do 1737 uporabil Maupertuis na ekspediciji, da bi določil dolžino ene stopinje na meridianu           |
| 2680 Mateo           | 1975 NF        | José Mateo, argentinski astronom |
| 2681 Ostrovskij      | 1975 VF2       | Nikolaj Ostrovski, sovjetski pisatelj |
| 2682 Soromundi       | 1979 MF4       | latinski izraz za sestre sveta, posvečeno organizaciji YWCA (Young Women’s Christian Association ali Zveza mladih krščanskih deklet)                                                   |
| 2683 Brian           | 1981 AD1       | najstarejši sin odkritelja |
| 2684 Douglas         | 1981 AH1       | Douglas B. Thomas, brat odkritelja in fizik |
| 2685 Masursky        | 1981 JN        | Harold Masursky, ameriški astronom |
| 2686 Linda Susan     | 1981 JW1       | Linda Susan Salazar, odkriteljeva najmlajša hčerka |
| 2687 Tortali         | 1982 HG        | Tortali, na otoku Vanuatu je duh dneva |
| 2688 Halley          | 1982 HG1       | Edmund Halley, britanski astronom |
| 2689 Bruxelles       | 1935 CF        | mesto Bruselj, Belgija |
| 2690 Ristiina        | 1938 DG1       | mesto Ristiina, Finska |
| 2691 Sersic          | 1974 KB        | José Luis Sersic, argentinski astronom |
| 2692 Chkalov         | 1976 YT3       | Valerij Pavlovič Čkalov, pilot |
| 2693 Yan'an          | 1977 VM1       | mesto Janan v provinci Šanksi, Ljudska republika Kitajska |
| 2694 Pino Torinese   | 1979 QL1       | Pino Torinese, Italija, kraj Observatorija Torino † Arhivirano 2007-06-24 na Wayback Machine.                                                                                          |
| 2695 Christabel      | 1979 UE        | Christabel, pesem Samuela Taylorja Coleridga |
| 2696 Magion          | 1980 HB        | Magion, prvi češki umetni satelit † |
| 2697 Albina          | 1969 TC3       | Albina Aleksejevna Serova, prijateljica odkritelja |
| 2698 Azerbajdzhan    | 1971 TZ        | država Azerbajdžan |
| 2699 Kalinin         | 1976 YX        | Mihail Ivanovič Kalinin, ruski državnik |
| 2700 Baikonur        | 1976 YP7       | kozmodrom Bajkonur v državi Kazahstan |
| 2701–2800            |                | |
| 2701 Cherson         | 1978 RT        | grška kolonija Hersonesos (grško Χερσόνησος), Krim, Ukrajina |
| 2702 Batrakov        | 1978 SZ2       | Juri Vasiljevič Batrakov, ruski astronom |
| 2703 Rodari          | 1979 FT2       | Gianni Rodari, pisatelj |
| 2704 Julian Loewe    | 1979 MR4       | Julian Loewe, časnikar |
| 2705 Wu              | 1980 TD4       | Sherman S. C. Wu, strokovnjak za fotogrametrijo |
| 2706 Borovský        | 1980 VW        | Karel Havlíček Borovský, češki pisatelj in politični časnikar † |
| 2707 Ueferji         | 1981 QS3       | okrajšava za Universidade Federal do Rio de Janeiro (Zvezna univerza v Rio de Janeiru]]                                                                                                |
| 2708 Burns           | 1981 WT        | Joseph Arthur Burns, ameriški astronom |
| 2709 Sagan           | 1982 FH        | Carl Sagan, ameriški astronom in pisec, soustanovitelj Planetarne družbe (Planetary Society) † Arhivirano 2001-02-08 na Wayback Machine.                                               |
| 2710 Veverka         | 1982 FQ        | Joseph Veverka, ameriški astronom |
| 2711 Aleksandrov     | 1978 QB2       | Anatoli Petrovič Aleksandrov, ruski fizik |
| 2712 Keaton          | 1937 YD        | Buster Keaton, filmski komediant |
| 2713 Luxembourg      | 1938 EA        | država Luksemburg |
| 2714 Matti           | 1938 GC        | sin odkritelja |
| 2715 Mielikki        | 1938 US        | boginja Mielikki iz finske mitologije |
| 2716 Tuulikki        | 1939 TM        | boginja gozdov Tuulikki iz finske mitologije |
| 2717 Tellervo        | 1940 WJ        | Tellervo, finska mitologija |
| 2718 Handley         | 1951 OM        | Tommy Handley, britanski radijski komediant |
| 2719 Suzhou          | 1965 SU        | mesto Suzhou, Jiangsu, Ljudska republika Kitajska |
| 2720 Pyotr Pervyj    | 1972 RV3       | Peter Veliki, ruski car |
| 2721 Vsekhsvyatskij  | 1973 SP2       | Sergej Konstantinovič Vsehsvjatskij, ruski astronom |
| 2722 Abalakin        | 1976 GM2       | Viktor Kuzmič Abalakin, ruski astronom |
| 2723 Gorshkov        | 1978 QL2       | Pjotr Mihajlovič Gorškov, ruski astronom |
| 2724 Orlov           | 1978 RZ5       | Sergej Vladimirovič Orlov in Aleksander Jakovlevič Orlov, ruska astronoma |
| 2725 David Bender    | 1978 VG3       | David F. Bender, ameriški astronom, v zadnjem času v Laboratoriju za reaktivni pogon (Jet Propulsion Laboratory ali JPL)                                                               |
| 2726 Kotelnikov      | 1979 SE9       | Vladimir Alexandrovič Kotelnikov, ruski radijski inženir |
| 2727 Paton           | 1979 SO9       | Evgen Oskarovič Paton (ukrajinsko Євген Оскарович Патон) in Boris Jevgenovič Paton (ukrajinsko Борис Євгенович Патон), sovjetsko-ukrajinska znanstvenika                               |
| 2728 Yatskiv         | 1979 ST9       | Jaroslav Stepanovič Jatskiv, ukrajinski strokovnjak za astrometrijo |
| 2729 Urumqi          | 1979 UA2       | Urumqi, Xinjiang, Ljudska republika Kitajska |
| 2730 Barks           | 1981 QH        | Carl Barks, ameriški pisatelj in ilustrator |
| 2731 Cucula          | 1982 KJ        | ptič kukavica |
| 2732 Witt            | 1926 FG        | Carl Gustav Witt, nemški astronom |
| 2733 Hamina          | 1938 DQ        | mesto in občina Hamina, Finska |
| 2734 Hašek           | 1976 GJ3       | Jaroslav Hašek, češki pisatelj |
| 2735 Ellen           | 1977 RB        | žena odkritelja |
| 2736 Ops             | 1979 OC        | Ops, boginja iz rimske mitologije |
| 2737 Kotka           | 1938 DU        | mesto in občina Kotka, Finska |
| 2738 Viracocha       | 1940 EC        | Viracocha, vrhovni bog pri Inkih |
| 2739 Taguacipa       | 1952 UZ1       | Taguacipa, bog pri Inkih, spremljevalec vrhovnega boga Viracocha |
| 2740 Tsoj            | 1974 SY4       | Victor Robertovich Tsoj, pesnik in rokerski glasbenik |
| 2741 Valdivia        | 1975 XG        | kapitan Pedro de Valdivia, zavojevalec Čila |
| 2742 Gibson          | 1981 JG3       | James B. Gibson, astronom |
| 2743 Chengdu         | 1965 WR        | mesto Čengdu, Šečuan, Ljudska republika Kitajska |
| 2744 Birgitta        | 1975 RB        | Anna Birgitta Angelica Lagerkvist, hčerka odkritelja [MPC 8800] † Arhivirano 2011-05-14 na Wayback Machine.                                                                            |
| 2745 San Martin      | 1976 SR10      | general José de San Martin, "oče Argentine" |
| 2746 Hissao          | 1979 SJ9       | Astronomski observatorij Hissar, Dušanbe, Tadžikistan |
| 2747 Český Krumlov   | 1980 DW        | Český Krumlov, Češka † |
| 2748 Patrick Gene    | 1981 JF2       | Patrick Gene Shoemaker, sin odkritelja |
| 2749 Walterhorn      | 1937 TD        | Walter Horn, ustanovitelj javnega observatorija in amaterskega astronomskega društva v Solingenu, Nemčija † ‡ Arhivirano 2011-06-03 na Wayback Machine.                                |
| 2750 Loviisa         | 1940 YK        | mesto in občina Loviisa, Finska |
| 2751 Campbell        | 1962 RP        | William Wallace Campbell, ameriški astronom |
| 2752 Wu Chien-Shiung | 1965 SP        | Vu Cjansun (angleško Chien-Shiung Wu), na Kitajskem rojeni ameriški astronom |
| 2753 Duncan          | 1966 DH        | John Charles Duncan, ameriški astronom |
| 2754 Efimov          | 1966 PD        | Mihail Nikiforovič Efimov, letalec |
| 2755 Avicenna        | 1973 SJ4       | Avicenna, srednjeveški filozof in znanstvenik |
| 2756 Dzhangar        | 1974 SG1       | epska pesnitev Kalmikov (ljudstvo v zahodni Mobgoliji [MPC 8912] |
| 2757 Crisser         | 1977 VN        | sestavljeno iz imen: Cristina, žena odkritelja in Sergio, odkritelj |
| 2758 Cordelia        | 1978 RF        | Cordelia, oseba v Shakespearjevi tragediji Kralj Lear |
| 2759 Idomeneus       | 1980 GC        | Idomeneus, bojevnik v grški mitologiji |
| 2760 Kacha           | 1980 TU6       | Kacha, kozmonavt vadbeni center za kozmonavte na Krimu v Ukrajini [MPC 8913] |
| 2761 Eddington       | 1981 AE        | Arthur Stanley Eddington, britanski astrofizik, ob stoletnici rojstva |
| 2762 Fowler          | 1981 AT        | Ralph Howard Fowler, britanski astrofizik |
| 2763 Jeans           | 1982 OG        | Sir James Hopwood Jeans, britanski fizik, astronom in matematik |
| 2764 Moeller         | 1981 CN        | Sonia Louise Moeller-Thomas, mati odkritelja |
| 2765 Dinant          | 1981 EY        | mesto in občina Dinant, Belgija |
| 2766 Leeuwenhoek     | 1982 FE1       | Anton van Leeuwenhoek, nizozemski izumitelj † |
| 2767 Takenouchi      | 1967 UM        | Tadeo Takenouči, japonski astronom |
| 2768 Gorky           | 1972 RX3       | Maksim Gorki (Aleksej Maksimovič Peškov), ruski pisatelj [MPC 8913] |
| 2769 Mendeleev       | 1976 GZ2       | Dimitrij Mendelejev, ruski kemik |
| 2770 Tsvet           | 1977 SM1       | Mihail Tsvet, ruski psiholog |
| 2771 Polzunov        | 1978 SP7       | Ivan Ivanovič Polzunov, ruski izumitelj |
| 2772 Dugan           | 1979 XE        | Raymond Smith Dugan, ameriški astronom |
| 2773 Brooks          | 1981 JZ2       | William R. Brooks, ameriški astronom |
| 2774 Tenojoki        | 1942 TJ        | reka Tenojoki, Norveška in Finska |
| 2775 Odishaw         | 1953 TX2       | Hugh Odishaw, ameriški geofizik |
| 2776 Baikal          | 1976 SZ7       | Bajkalsko jezero, Rusija |
| 2777 Shukshin        | 1979 SY11      | Vasilij Makarovič Šukšin, ruski pisatelj in igralec |
| 2778 Tangshan        | 1979 XP        | Tangshan na Kitajskem, kraj močnega potresa v letu 1976 (magnituda 7,8) |
| 2779 Mary            | 1981 CX        | Maryanna Ruth Thomas, žena odkritelja |
| 2780 Monnig          | 1981 DO2       | Oscar Monnig, ameriški poslovnež, lovec na meteorite in ustanovitelj zbirke, ki nosi negovo ime. Podaril je tudi zbirko Teksaški krščanski univerzi (Texas Christian University)       |
| 2781 Kleczek         | 1982 QH        | Josip Kleczek, češki astronom † |
| 2782 Leonidas        | 2605 P-L       | Leonid I., kralj iz Sparte |
| 2783 Chernyshevskij  | 1974 RA2       | Nikolaj Gavrilovič Černiševski, ruski pisatelj in filozof |
| 2784 Domeyko         | 1975 GA        | Ignacio Domeyko, na Poljskem rojen kemik in mineralogy, na koncu je bil tudi rector Univerze v Čilu                                                                                    |
| 2785 Sedov           | 1978 QN2       | Leonid Ivanovič Sedov, ruski astronom ali Georgij Sedov, ruski polarni raziskovalec |
| 2786 Grinevia        | 1978 RR5       | Aleksander Stepanovič Grinevski, ruski pisatelj |
| 2787 Tovarishch      | 1978 RC6       | Tovarišč, ruska jadrnica [MPC 8800] |
| 2788 Andenne         | 1981 EL        | občina Andenne, Belgija |
| 2789 Foshan          | 1956 XA        | prefektura Fošan, Guangdong, Ljudska republika Kitajska |
| 2790 Needham         | 1965 UU1       | Joseph Needham, britanski sinolog |
| 2791 Paradise        | 1977 CA        | Paradise, California |
| 2792 Ponomarev       | 1977 EY1       | Nikolaj Georgijevič Ponomarjov, ruski oblikovalec astronomskih inštrumentov |
| 2793 Valdaj          | 1977 QV        | gričevje Valdaj, blizu Moskve |
| 2794 Kulik           | 1978 PS3       | Leonid Aleksejevič Kulik, ruski mineralogy |
| 2795 Lepage          | 1979 YM        | Théophile Lepage, belgijski matematik |
| 2796 Kron            | 1980 EC        | Gerald E. Kron, ameriški astronom [MPC 8800] |
| 2797 Teucer          | 1981 LK        | Teuker (grško Τεῦκρος, Teukros), vojak iz grške mitologije |
| 2798 Vergilius       | 2009 P-L       | Vergilij, rimski pesnik |
| 2799 Justus          | 3071 P-L       | Justus Cramer, potomec nizozemskega astronoma H. G. van de Sande Bakhuyzena, |
| 2800 Ovidius         | 4585 P-L       | Ovid, rimski pesnik |
| 2801–2900            |                | |
| 2801 Huygens         | 1935 SU1       | Christiaan Huygens, nizozemski astronom |
| 2802 Weisell         | 1939 BU        | odkriteljev oče |
| 2803 Vilho           | 1940 WG        | Vilho Väisälä, finski meteorolog in fizik, brat Kalle Väisäläja in Yrjöa Väisäläja |
| 2804 Yrjö            | 1941 HF        | Yrjö Väisälä, finski astronom, brat Vilha Väisäläja in Kalla Väisäläja |
| 2805 Kalle           | 1941 UM        | Kalle Väisälä, finski znanstvenik, brat Vilha Väisäläja in Yrjöa Väisäläja |
| 2806 Graz            | 1953 GG        | mesto Gradec, Avstrija |
| 2807 Karl Marx       | 1969 TH6       | Karl Marx, nemški filozof in politični ekonomist |
| 2808 Belgrano        | 1976 HS        | Manuel Belgrano, argentinski general |
| 2809 Vernadskij      | 1978 QW2       | Vladimir Ivanovič Vernadski, ruski geokemik in mineralog |
| 2810 Lev Tolstoj     | 1978 RU5       | Lev Nikolajevič Tolstoj, ruski pisatelj [MPC 8801] |
| 2811 Střemchoví      | 1980 JA        | kraj Střemchoví, Češka, kjer je bil rojen odkritelj † |
| 2812 Scaltriti       | 1981 FN        | Franco Scaltriti, italijanski astronom |
| 2813 Zappalà         | 1981 WZ        | Vincenzo Zappalà, italijanski astronom |
| 2814 Vieira          | 1982 FA3       | Gilson Vieira, brazilski astronom |
| 2815 Soma            | 1982 RL        | kocka Soma, matematična igra |
| 2816 Pien            | 1982 SO        | Armand Nicolas Pien, belgijski (flamski) televizijski meteorolog † Arhivirano 2007-06-30 na Wayback Machine.                                                                           |
| 2817 Perec           | 1982 UJ        | Georges Perec, francoski romanopisec, filmski ustvarjalec in esejist |
| 2818 Juvenalis       | 2580 P-L       | Juvenal, rimski satirik |
| 2819 Ensor           | 1933 UR        | James Ensor, belgijski ekspresionstični slikar |
| 2820 Iisalmi         | 1942 RU        | mesto in občina Iisalmi, Finska |
| 2821 Slávka          | 1978 SQ        | Sláva Vávrová, odkriteljeva mati † |
| 2822 Sacajawea       | 1980 EG        | Sacagawea, raziskovalka iz plemena Šošonov, ki je pomagala raziskovati zahodni del Združenih držav Amerike                                                                             |
| 2823 van der Laan    | 2010 P-L       | Harry van der Laan, nizozemski astrofizik |
| 2824 Franke          | 1934 CZ        | Ernst H. Franke, ameriški biofizik |
| 2825 Crosby          | 1938 SD1       | Harry Lillis Bing Crosby, ameriški pevec in igralec |
| 2826 Ahti            | 1939 UJ        | Ahti, bog morja v finski mitologiji |
| 2827 Vellamo         | 1942 CC        | Vellamo, v finski mitologiji boginja morja, žena boga morja Ahtija |
| 2828 Iku-Turso       | 1942 DL        | Iku-Turso, v finski mitologiji morska pošast |
| 2829 Bobhope         | 1948 PK        | Bob Hope, ameriški komedijant |
| 2830 Greenwich       | 1980 GA        | Kraljevi observatorij Greenwich, London, UK [MPC 8801] |
| 2831 Stevin          | 1930 SZ        | Simon Stevin, flamski znanstvenik |
| 2832 Lada            | 1975 EC1       | Lada, boginja ljubezni v slovanski mitologiji |
| 2833 Radishchev      | 1978 PC4       | Aleksander Nikolajevič Radiščev, ruski književnik in socialni kritik [MPC 8913] |
| 2834 Christy Carol   | 1980 TB4       | hčerka odkritelja |
| 2835 Ryoma           | 1982 WF        | Ryoma Sakamoto, japonski samuraj |
| 2836 Sobolev         | 1978 YQ        | Viktor Viktorovič Sobolev, ruski astrofizik |
| 2837 Griboedov       | 1971 TJ2       | Aleksandr Sergeevič Griboedov, ruski dramaturg, pesnik in diplomat [MPC 8913] |
| 2838 Takase          | 1971 UM1       | Bunširo Takase, japonski astronom |
| 2839 Annette         | 1929 TP        | hčerka odkritelja |
| 2840 Kallavesi       | 1941 UP        | jezero Kallavesi, Finska |
| 2841 Puijo           | 1943 DM        | grič Puijo na jezeru Kallavesi, Finska |
| 2842 Unsöld          | 1950 OD        | Albrecht Unsöld, nemški astronom |
| 2843 Yeti            | 1975 XQ        | jeti, kriptozoološko bitje iz Himalaje |
| 2844 Hess            | 1981 JP        | Frederick Hess, ameriški astronom |
| 2845 Franklinken     | 1981 OF        | Kenneth Linn Franklin, ameriški astronom |
| 2846 Ylppö           | 1942 CJ        | Arvo Ylppö, finski pediater (otroški zdravnik) |
| 2847 Parvati         | 1959 CC1       | Parvati, boginja v hindujski mitologiji, žena Šive |
| 2848 ASP             | 1959 VF        | kratica za Astronomical Society of the Pacific (Pacifiška astronomska zveza) |
| 2849 Shklovskij      | 1976 GN3       | Josif Samuilovič Šklovskij (rusko Ио́сиф Самуи́лович Шкло́вский), ruski astronom |
| 2850 Mozhaiskij      | 1978 TM7       | Aleksandr Fjodorovič Možajskij (rusko Александр Фёдорович Можайский), ruski pionir letalstva                                                                                           |
| 2851 Harbin          | 1978 UQ2       | mesto Harbin, Ljudska republika Kitajska |
| 2852 Declercq        | 1981 QU2       | dekliški priimek odkriteljeve žene |
| 2853 Harvill         | 1963 RG        | Richard A. Harvill, podpornik astronomije |
| 2854 Rawson          | 1964 JE        | Guillermo Colesbery Rawson, argentinski zdravnik |
| 2855 Bastian         | 1931 TB2       | Ulrich Bastian, nemški astronom |
| 2856 Röser           | 1933 GB        | Siegfried Röser, nemški astronom |
| 2857 NOT             | 1942 DA        | kratica za Nordic Optical Telescope (Nordijski optični teleskop) |
| 2858 Carlosporter    | 1975 XB        | Carlos Porter, čilski zoolog |
| 2859 Paganini        | 1978 RW1       | Niccolò Paganini, italijanski violinist |
| 2860 Pasacentennium  | 1978 TA        | stoletnica mesta Pasadena, Kalifornija |
| 2861 Lambrecht       | 1981 VL2       | Hermann Lambrecht, nemški astronom |
| 2862 Vavilov         | 1977 JP        | Nikolaj Vavilov (rusko Николай Иванович Вавилов), sovjetski botanik, Sergej Vavilov (rusko Сергей Иванович Вавилов), sovjetski fizik                                                   |
| 2863 Ben Mayer       | 1981 QG2       | Ben Mayer, ameriški astronom |
| 2864 Soderblom       | 1983 AZ        | Laurence A. Soderblom, ameriški planetarni strokovnjak |
| 2865 Laurel          | 1935 OK        | Stan Laurel, britanski komik † Arhivirano 2006-01-14 na Wayback Machine. |
| 2866 Hardy           | 1961 TA        | Oliver Hardy, ameriški komik |
| 2867 Šteins          | 1969 VC        | Karlis Augustovič Šteins, latvijski astronom |
| 2868 Upupa           | 1972 UA        | znanstveno ime Upupa epops za smrdokavro |
| 2869 Nepryadva       | 1980 RM2       | ruska zmaga nad Tatari v kulikovski bitki blizu reke Neprjadva |
| 2870 Haupt           | 1981 LD        | Hermann Haupt, avstrijski astronom |
| 2871 Schober         | 1981 QC2       | Hans Josef Schober, avstrijski astronom |
| 2872 Gentelec        | 1981 RU        | GTE raziskovalni laboratoriji, Waltham, Massachusetts |
| 2873 Binzel          | 1982 FR        | Richard P. Binzel, ameriški astronom † Arhivirano 2009-01-09 na Wayback Machine. |
| 2874 Jim Young       | 1982 TH        | James W. Young, ameriški astronom † |
| 2875 Lagerkvist      | 1983 CL        | Claes-Ingvar Lagerkvist, švedski astronom |
| 2876 Aeschylus       | 6558 P-L       | Ajshil, starogrški dramatik |
| 2877 Likhachev       | 1969 TR2       | Dmitri Sergejevič Lihačev (rusko Дми́трий Серге́евич Лихачёв), sovjetski filolog [MPC 8913]                                                                                              |
| 2878 Panacea         | 1980 RX        | Panaceja, boginja zdravljanja v rimski mitologiji |
| 2879 Shimizu         | 1932 CB1       | Šin-iči Šimizu, japonski ljubiteljski astronom [MPC 8801] |
| 2880 Nihondaira      | 1983 CA        | Nihondaira, prefektura Šizuoka, Japonska |
| 2881 Meiden          | 1983 AA1       | Meiden, litvanska boginja |
| 2882 Tedesco         | 1981 OG        | Edward Francis Tedesco, ameriški astronom |
| 2883 Barabashov      | 1978 RG6       | Nikolaj Pavlovič Barabašov, sovjetski astronom |
| 2884 Reddish         | 1981 ES22      | Vincent Cartledge Reddish, britanski astronom |
| 2885 Palva           | 1939 TC        | Tauno Pavla, finski ušesni kirurg, zet odkritelja |
| 2886 Tinkaping       | 1965 YG        | Tinkaping, industrialec iz Hong Konga |
| 2887 Krinov          | 1977 QD5       | Evgenij Leonidovič Krinov (rusko Евгений Леонидович Кринов), sovjetski strokovnjak za meteorite                                                                                        |
| 2888 Hodgson         | 1982 TO        | Richard G. Hodgson, ameriški astronom [MPC 8801] |
| 2889 Brno            | 1981 WT1       | mesto Brno, Češka † |
| 2890 Vilyujsk        | 1978 SY7       | mesto Viljujsk, Jakutija, Rusija [MPC 8913] |
| 2891 McGetchin       | 1980 MD        | Thomas Richard McGetchin, ameriški planetarni strokovnjak |
| 2892 Filipenko       | 1983 AX2       | Aleksandr Grigorievič Filipenko, vodja oddelka kirurgije v bolnici v mestu Bahčiseraj na Krimu [MPC 8913] †                                                                            |
| 2893 Peiroos         | 1975 QD        | Peiroos, junak iz trojanske vojne |
| 2894 Kakhovka        | 1978 SH5       | mesto Kahovka ob Dnepru, Ukrajina [MPC 8913] |
| 2895 Memnon          | 1981 AE1       | Memnon, etiopski kralj, zaveznik Trojancev v grški mitologiji |
| 2896 Preiss          | 1931 RN        | Gunter Preiss, podpornik astronomije |
| 2897 Ole Römer       | 1932 CK        | Ole Rømer, danski astronom |
| 2898 Neuvo           | 1938 DN        | Yrjö Neuvo, vnuk odkritelja |
| 2899 Runrun Shaw     | 1964 TR2       | Sir Run Run Shaw, kitajski filmski producent |
| 2900 Luboš Perek     | 1972 AR        | Luboš Perek, češki astronom |
| 2901–3000            |                | |
| 2901 Bagehot         | 1973 DP        | Walter Bagehot, britanski pisatelj |
| 2902 Westerlund      | 1980 FN3       | Bengt E. Westerlund, švedski astronom † Arhivirano 2011-09-27 na Wayback Machine. |
| 2903 Zhuhai          | 1981 UV9       | Zhuhai, Ljudska republika Kitajska |
| 2904 Millman         | 1981 YB        | Peter Millman, kanadski astronom † Arhivirano 2005-08-29 na Wayback Machine. |
| 2905 Plaskett        | 1982 BZ2       | John Stanley Plaskett, kanadski astronom † Arhivirano 2005-08-29 na Wayback Machine.                                                                                                   |
| 2906 Caltech         | 1983 AE2       | okrajšava za Kalifornijski tehnološki inštitut (California Institute of Technology) |
| 2907 Nekrasov        | 1975 TT2       | Nikolaj Alekseevič Nekrasov (rusko Никола́й Алексе́евич Некра́сов), ruski pesnik [MPC 8913]                                                                                               |
| 2908 Shimoyama       | 1981 WA        | vas Šimojama, Japonska [MPC 8801] |
| 2909 Hoshi-no-ie     | 1983 JA        | observatorij Hoshi-no-ie, Japonska; ime pomeni 'zvezdna hiša' [Schmadel] |
| 2910 Yoshkar-Ola     | 1980 TK13      | mesto Joškar-Ola, Rusija [Schmadel] |
| 2911 Miahelena       | 1938 GJ        | žena odkritelja [Schmadel] |
| 2912 Lapalma         | 1942 DM        | La Palma, španski otok, kjer je veliko observatorijev [Schmadel] |
| 2913 Horta           | 1931 TK        | Victor Horta, belgijski arhitekt [Schmadel] |
| 2914 Glärnisch       | 1965 SB        | gora Glärnisch, vrh v švicarskih Alpah [Schmadel] |
| 2915 Moskvina        | 1977 QY2       | Valentina Nikolajevna Moskvina, ruska zdravnica [Schmadel] |
| 2916 Voronveliya     | 1978 PW2       | Boris Aleksandrovič Vorontsov-Veljaminov, ruski astronom [Schmadel] |
| 2917 Sawyer Hogg     | 1980 RR        | Helen Sawyer Hogg, ameriško-kanadski astronom [MPC 8801] † Arhivirano 2005-08-29 na Wayback Machine.                                                                                   |
| 2918 Salazar         | 1980 TU4       | Frederick Salazar, odkriteljev zet [Schmadel] |
| 2919 Dali            | 1981 EX18      | Salvador Dalí, španski umetnik [MPC 8802] |
| 2920 Automedon       | 1981 JR        | Automedon, vojak iz grške mitologije [Schmadel] |
| 2921 Sophocles       | 6525 P-L       | Sofoklej, grški dramatik [Schmadel] |
| 2922 Dikan'ka        | 1976 GY1       | Gogol's Evenings on a Farm Near Dikanka [Schmadel] |
| 2923 Schuyler        | 1977 DA        | Catherine Schuyler, upravnica na Centru za male planete [Schmadel] |
| 2924 Mitake-mura     | 1977 DJ2       | mesto Mitake-mura, Japonska [MPC 8914] |
| 2925 Beatty          | 1978 VC5       | J. Kelly Beatty, pisec astronomskih člankov in izdajatelj revije Sky and Telescope (Nebo in teleskop ali S&T) †                                                                        |
| 2926 Caldeira        | 1980 KG        | J.F.C. Caldeira, brazilski astronom [Schmadel] |
| 2927 Alamosa         | 1981 TM        | Alamosa, Kolorado [Schmadel] |
| 2928 Epstein         | 1976 GN8       | Isadore Epstein, ameriški astronom |
| 2929 Harris          | 1982 BK1       | Alan W. Harris, ameriški astronom [Schmadel] |
| 2930 Euripides       | 6554 P-L       | Evripid, starogrški dramatik [Schmadel] |
| 2931 Mayakovsky      | 1969 UC        | Vladimir Vladimirovič Majakovski (rusko Влади́мир Влади́мирович Маяко́вский), ruski pesnik [MPC 8914]                                                                                     |
| 2932 Kempchinsky     | 1980 TK4       | Paula Kempchinsky, snaha odkritelja [Schmadel] |
| 2933 Amber           | 1983 HN        | vnukinja odkritelja [Schmadel] |
| 2934 Aristophanes    | 4006 P-L       | Aristofan, starogrški dramatik [Schmadel] |
| 2935 Naerum          | 1976 UU        | Nærum, predmestje severno od Københavna [Schmadel] |
| 2936 Nechvíle        | 1979 SF        | Vincence Nechvíle, češki astronom † Arhivirano 2007-11-12 na Wayback Machine. ‡ |
| 2937 Gibbs           | 1980 LA        | Josiah Willard Gibbs, ameriški znanstvenik [Schmadel] |
| 2938 Hopi            | 1980 LB        | Hopi, domorodno ljudstvo v Združenih državah Amerike [Schmadel] |
| 2939 Coconino        | 1982 DP        | Coconino County, Arizona, kjer je rezervat za domorodno ljudstvo Hopi in Navajo. Observatorij Lowell je v sedežu okrožja Flagstaffu [Schmadel]                                         |
| 2940 Bacon           | 3042 P-L       | Francis Bacon, britanski filozof, državnik in esejist [Schmadel] |
| 2941 Alden           | 1930 YV        | sin odkritelja Clyda Tombaugha [Schmadel] |
| 2942 Cordie          | 1932 BG        | Cordula "Cordie" Robinson, ameriški planetarni geolog [Schmadel] |
| 2943 Heinrich        | 1933 QU        | Inge Heinrich, nemški astronom [Schmadel] |
| 2944 Peyo            | 1935 QF        | Peyo, psevdonim Pierra Culliforda, belgijskega ilustratorja [Schmadel] |
| 2945 Zanstra         | 1935 ST1       | Herman Zanstra, nizozemski astronom [Schmadel] |
| 2946 Muchachos       | 1941 UV        | Roque de los Muchachos, kraj na Kanarskih otokih, kjer je več mednarodnih observatorijev [Schmadel]                                                                                    |
| 2947 Kippenhahn      | 1955 QP1       | Rudolf Kippenhahn, nemški astronom [Schmadel] |
| 2948 Amosov          | 1969 TD2       | Nikolaj Mihailovič Amosov, ukrajinski kardiolog |
| 2949 Kaverznev       | 1970 PR        | Aleksandr Aleksandrovič Kaverznev, sovjetski televizijski novinar [MPC 8914] |
| 2950 Rousseau        | 1974 VQ2       | Jean-Jacques Rousseau, švicarsko-francoski filozof [Schmadel] |
| 2951 Perepadin       | 1977 RB8       | Aleksandr Ivanovič Perepadin, sovjetski agronom [Schmadel] |
| 2952 Lilliputia      | 1979 SF2       | Liliputanija, namišljena dežela v Guliverjevih potovanjih [Schmadel] |
| 2953 Vysheslavia     | 1979 SV11      | Leonid Nikolajevič Višeslavskij, sovjetski pesnik [Schmadel] |
| 2954 Delsemme        | 1982 BT1       | Armand Hubert Delsemme, belgijski astronom [Schmadel] |
| 2955 Newburn         | 1982 BX1       | Ray L. Newburn, ameriški astronom [Schmadel] |
| 2956 Yeomans         | 1982 HN1       | Donald Keith Yeomans, ameriški astronom |
| 2957 Tatsuo          | 1934 CB1       | Tatsuo Yamada, japonski astronom [Schmadel] |
| 2958 Arpetito        | 1981 DG        | sestavljeno ime iz imen delavcev E. Araya, J. Perez, R. Tighe and A Torrecon, ki so delali na Observatoriju La Silla [Schmadel]                                                        |
| 2959 Scholl          | 1983 RE2       | Hans Scholl, nemški astronom [MPC 8802] |
| 2960 Ohtaki          | 1977 DK3       | mesto Ohtaki, Japonska [MPC 8914] |
| 2961 Katsurahama     | 1982 XA        | Katsurahama, obmorsko letovišče v prefekturi Koči, Japonska [MPC 8802] |
| 2962 Otto            | 1940 YF        | odkriteljev praded |
| 2963 Chen Jiageng    | 1964 VM1       | Chen Jiageng (Tan Kah Kee), [[Singapur\|singapurski]g] poslovnež, okrajni vodja in filantrop [Schmadel]                                                                                |
| 2964 Jaschek         | 1974 OA1       | Carlos Jaschek (Carlos Oton Rüdiger Jaschek), v Nemčiji rojen argentinski astronom [Schmadel]                                                                                          |
| 2965 Surikov         | 1975 BX        | Vasili Ivanovich Surikov, ruski slikar [Schmadel] |
| 2966 Korsunia        | 1977 EB2       | mesto Korsun-Ševčenkivskij (ukrajinsko: Корсунь-Шевченківський), Ukrajina [Schmadel]                                                                                                   |
| 2967 Vladisvyat      | 1977 SS1       | Vladimir Svjatoslavič, srednjeveški princ iz Kijeva |
| 2968 Iliya           | 1978 QJ        | Ilja Muromets (rusko Илья́ Му́ромец), legendarni ruski junak |
| 2969 Mikula          | 1978 RU1       | Mikula Seljaninovič, legendarni ruski junak |
| 2970 Pestalozzi      | 1978 UC        | Johann Heinrich Pestalozzi, švicarski pedagog in reformator izobraževanja [Schmadel]                                                                                                   |
| 2971 Mohr            | 1980 YL        | Josef M. Mohr, češki astronom ‡ |
| 2972 Niilo           | 1939 TB        | odkriteljev pravnuk |
| 2973 Paola           | 1951 AJ        | kraljica Paola Belgijska (rojena Ruffo di Calabria) † Arhivirano 2007-06-30 na Wayback Machine.                                                                                        |
| 2974 Holden          | 1955 QK        | Edward Singleton Holden, ameriški astronom [Schmadel] |
| 2975 Spahr           | 1970 AF1       | Timothy Bruce Spahr, ameriški astronom [Schmadel] |
| 2976 Lautaro         | 1974 HR        | Lautaro, voditelj leader of the Mapučov v Ččilu [Schmadel] |
| 2977 Chivilikhin     | 1974 SP        | Vladimir Aleksejevič Čivilihin, ruski pisatelj ali Anatolij Timofejevič Čivilihin, ruski pesnik [Schmadel]                                                                             |
| 2978 Roudebush       | 1978 SR        | Susan Roudebush, astronomska upravnica [Schmadel] |
| 2979 Murmansk        | 1978 TB7       | mesto Murmansk, Rusija [MPC 8914] |
| 2980 Cameron         | 1981 EU17      | Alastair G. W. Cameron, ameriški astronom † Arhivirano 2005-08-29 na Wayback Machine.                                                                                                  |
| 2981 Chagall         | 1981 EE20      | Marc Chagall, beloruski umetnik [MPC 8802] † Arhivirano 2006-01-08 na Wayback Machine.                                                                                                 |
| 2982 Muriel          | 1981 JA3       | odkriteljeva tašča |
| 2983 Poltava         | 1981 RW2       | mesto Poltava, Ukrajina [Schmadel] |
| 2984 Chaucer         | 1981 YD        | Geoffrey Chaucer, britanski pisatelj [Schmadel] |
| 2985 Shakespeare     | 1983 TV1       | William Shakespeare, angleški dramatik [Schmadel] |
| 2986 Mrinalini       | 2525 P-L       | Mrinalini Sarabhai, klasični indijski plesalec in koreograf [Schmadel] |
| 2987 Sarabhai        | 4583 P-L       | Vikram Ambalal Sarabhai, indijski vesoljski strokovnjak [Schmadel] |
| 2988 Korhonen        | 1943 EM        | Tapio Korhonen, finski astronom [Schmadel] |
| 2989 Imago           | 1976 UF1       | latinska beseda za 'slika' [Schmadel] |
| 2990 Trimberger      | 1981 EN27      | Stephen M. Trimberger, ameriški astronom in računalniški strokovnjak |
| 2991 Bilbo           | 1982 HV        | Bilbo Baggins, oseba v fantazijskem romanu angleškega pisatelja in jezikoslovca J.R.R. Tolkiena Gospodar prstanov [Schmadel]                                                           |
| 2992 Vondel          | 2540 P-L       | Joost van den Vondel, nemško-nizozemski pisatelj in dramatik [Schmadel] |
| 2993 Wendy           | 1970 PA        | odkriteljeva žena [Schmadel] |
| 2994 Flynn           | 1975 PA        | odkriteljeva žena [Schmadel] |
| 2995 Taratuta        | 1978 QK        | Evgeniya Aleksandrovna Taratuta, sovjetski pisatelj [Schmadel] |
| 2996 Bowman          | 1954 RJ        | Fred Bowman, ameriški astronom |
| 2997 Cabrera         | 1974 MJ        | Laurentino Ascencio Cabrera (1917-2003), argentinski astronom |
| 2998 Berendeya       | 1975 TR3       | namišljena dežela v delu Sneguljčica Aleksandra Nikolajeviča Ostrovskega [Schmadel] |
| 2999 Dante           | 1981 CY        | Dante Alighieri, italijanski pesnik [Schmadel] |
| 3000 Leonardo        | 1981 EG19      | Leonardo da Vinci, italijanski renesančni arhitekt, izumitelj, inženir, kipar in slikar [Schmadel]                                                                                     |

| Predhodnik: 2001–2500 | Pomeni imen asteroidov Seznam asteroidov (2501-2750) Seznam asteroidov (2751-3000) | Naslednik: 3001–3500 |